# Taxă clawback
Taxa de clawback impune producătorilor de medicamente - nu distribuitorilor și nici farmaciilor - să returneze statului român o parte din profitul realizat în urma vânzărilor de medicamente compensate care depășesc suma alocată acestora de la Fondul Național de Asigurări.
Clawback-ul are o definiție complicată: este impozitarea cu 70 de procente a oricărei sume care depășește volumul de vânzări de medicamente aferent anului 2009.
La cei 70% se adaugă încă o taxă, cuprinsă între 5% și 12%, la volumul total al vânzărilor.
Scăderea prețurilor la medicamente aplicată din 2015, după un ordin care ar fi trebuit să intre în vigoare în anul 2009, a fost mișcarea prin care producătorii de medicamente plătesc până la 25% din cifra de afaceri pentru clawback.